# Hélène Salomon-Watson
Pour les articles homonymes, voir Solomon et Watson.
Hélène Salomon-Watson, née le 5 février 1971, est une triathlète professionnelle française, championne de France de triathlon et cofondatrice de la marque d'équipement sportif « Kiwami ».

## Biographie

### Jeunesse
Hélène Salomon pratique intensément dans sa jeunesse l'équitation (concours complet) et l'athlétisme et atteint un niveau national en tant que junior. Elle découvre les sports enchainés par la pratique du duathlon à l'âge de 22 ans. Dirigée en 1995 par l'entraineur national Grégoire Millet qui s'occupe de la construction de ses entrainements, elle est sélectionnée et fait partie de l’équipe de France de triathlon de 1994 à 2003.

### Carrière
Elle est sacrée championne de France universitaire de triathlon en 1995 et vice-championne de France Elite à Mauzac, sa première grande médaille au niveau national.
Touche à tout, Hélène s'entraine l'hiver en ski de fond dans les Pyrénées et est sacrée championne de France de triathlon des neiges en 1996.
Hélène Salomon réalise plusieurs « tops 10 » dans les championnats du monde de triathlon longue distance, une 7ème place en 1995 (vice-championne du monde par équipe), 5ème en 2000 (championne du monde par équipe avec Isabelle Mouthon-Michellys). Cette année là, elle termine 7ème et 1ère française du classement général de la Coupe d'Europe CD et gagne le triathlon International de Marseille. En 2001, elle termine 10ème des championnats du monde LD de Fredericia (Danemark), son premier sous format Ironman. En 2002, Hélène passe l'hiver en Nouvelle-Zélande et gagne l'Aquathlon Series de Christchurch, termine 6ème de l'Ironman d'Australie et 6ème du triathlon international de Nouméa (Nouvelle-Calédonie). Elle remporte le titre individuel aux championnats de France longue distance en 2002 à Cublize, au Lac des Sapins.
Enfin, 15 jours après ses derniers championnats du monde LD à Ibiza (Espagne) où elle termine 6ème, elle remporte en juin 2003 le premier Ironman France à Gérardmer. Peu avant cette victoire, elle annonce sa retraite sportive après 10 ans de compétition professionnelle, car elle estime cette ultime victoire comme une superbe clôture de carrière. Sortie de l'eau en tête de course, elle entame les 180 km de vélo avec une avance de deux minutes sur sa première poursuivante, la Belge Françoise Wellekens. Elle creuse l'écart sur ce segment de course et dépose le vélo à la deuxième transition avec neuf minutes d'avance. Elle termine et remporte la course en 10 h 8 min 27 s sans jamais avoir été réellement inquiétée tout au long de l'épreuve.

### Vie privée et reconversion
Elle épouse en 2003 le triathlète néo-zélandais Craig Watson, médaillé de bronze aux championnats du monde 2001, membre de l'équipe Olympique à Sydney en 2000. Ils vivent à Pau, en France, avec leurs deux filles. Ils créent ensemble et commercialisent la marque de textile sportif « Kiwami (en) ». À la fin de leur carrière sportive, ils se tournent ainsi vers l’équipement des triathlètes et développent principalement des vêtements sportifs techniques à cet effet.

## Palmarès
Le tableau présente les résultats les plus significatifs (podium) obtenus sur le circuit national et international de triathlon depuis 1999.
| Année | Compétition                                 | Position | Temps           |
| ----- | ------------------------------------------- | -------- | --------------- |
| 2003  | Ironman France                              |          | 10 h 8 min 27 s |
| 2002  | Championnats de France longue distance      |          | Timing          |
| 2001  | Championnats de France longue distance      |          | Timing          |
| 1999  | Championnats de France longue distance      |          | Timing          |
| 1996  | Championnats de France de triathlon d'hiver |          | Timing          |
| 1995  | Championnats de France courte distance      |          | 2 h 21 min 49 s |